# Rafael López Gómez
Rafael López Gómez est un footballeur espagnol né le 9 avril 1985 à Peñafiel, qui évolue au poste de défenseur.